# Thomas Fulton
Thomas Fulton (* 18 de septiembre de 1949, Memphis, Tennessee-† 4 de agosto de 1994, Milán, Italia) fue un director de orquesta y pianista estadounidense.
Debutó en el Metropolitan Opera en 1979 con Aida de Verdi y permaneció con la compañía hasta su muerte. Dedicado principalmente a los repertorios italiano,  francés y alemán.
En ese teatro dirigió 192 representaciones de 20 óperas recordándoselo por la obra  Hänsel und Gretel con Frederica von Stade y Adriana Lecouvreur con Renata Scotto en la producción de Raf Vallone en 1983 retrasnmitida por la cadena PBS. Sus últimas funciones con la compañía fueron dirigiendo Tosca en Nueva Jersey el 25 de junio de 1994.
También trabajó con la Orquesta Nacional de Francia y la Ópera de París, el Festival de Ravinia, la Opera Company de Boston y la Ópera de San Francisco.
Según fuentes familiares murió de insuficiencia renal mientras estaba de vacaciones en Italia, a los 44 años.

## Discografía
- Humperdinck: Hansel and Gretel / Fulton, Blegen, Von Stade, Metropolitan Opera.
- Adam: Le Postillon De Lonjumeau / Fulton, Aler, June Anderson, Francois Le Roux.[2]
- Auber: La muette de Portici / Fulton, Alfredo Kraus, June Anderson, Jean-Philippe Lafont.
- Meyerbeer: Robert Le Diable / Fulton, Gallois, June Anderson, Alain Vanzo, Samuel Ramey.
- Verdi: Don Carlo / Thomas Fulton, Jaime Aragall, Montserrat Caballe, Grace Bumbry, Renato Bruson, Simon Estes.
- Arias de óperas de Verdi / Fulton, Renata Scotto, Budapest 1982.
- Renata Scotto, Recital Tokio 1984, DVD.